# People's Choice Classic 2016
La People's Choice Classic 2016, conosciuta anche con il nome Down Under Classic, è l'undicesima edizione del criterium di apertura ufficiale del Tour Down Under 2016. La gara si svolse il 17 gennaio 2016 su un percorso di 51 km all'interno del Rymill Park di Adelaide, in Australia, e fu vinta dall'australiano Caleb Ewan, dell'Orica-GreenEDGE, che concluse in 1h02'25".

## Resoconto degli eventi
Gara caratterizzata da diversi attacchi che però si è risolta in volata. Negli ultimi prima il Team Sky (per Ben Swift) e successivamente la IAM Cycling (per Matteo Pelucchi) hanno condotto le operazioni.
Nel finale il ciclista italiano Giacomo Nizzolo parte forte, anticipando tutti gli altri, ma Caleb Ewan lo rimonta e lo supera sul filo del traguardo. Terzo posto per il britannico Adam Blythe.

## Ordine d'arrivo (Top 10)
| Pos. | Corridore            | Squadra      | Tempo    |
| ---- | -------------------- | ------------ | -------- |
| 1    | Caleb Ewan           | Orica-Green. | 1h02'25" |
| 2    | Giacomo Nizzolo      | Trek-Segafr. | s.t.     |
| 3    | Adam Blythe          | Tinkoff      | s.t.     |
| 4    | Ben Swift            | Team Sky     | s.t.     |
| 5    | Marko Kump           | Lampre       | s.t.     |
| 6    | R. Janse v. Rensburg | Dimension D. | s.t.     |
| 7    | Davide Martinelli    | Etixx        | s.t.     |
| 8    | Matteo Pelucchi      | IAM Cycling  | s.t.     |
| 9    | Wouter Wippert       | Cannondale   | s.t.     |
| 10   | Patrick Shaw         | Avanti       | s.t.     |